# Chamizo
Cet article concerne la ville de l'Uruguay. Pour le peintre français, voir Didier Chamizo.
Chamizo est une ville de l'Uruguay située dans le département de Florida. Sa population est de 587 habitants.

## Histoire
La ville a été fondée en 1903.

## Population
| Année | Population |
| ----- | ---------- |
| 1963  | 474        |
| 1975  | 533        |
| 1985  | 447        |
| 1996  | 442        |
| 2004  | 587        |

Référence,: